# John McMillen
John McMillen (New York, 22 aprile 1948 – Bologna, 9 gennaio 2010) è stato un cestista e allenatore di pallacanestro statunitense.

## Carriera
In Serie A1 ha allenato la Fortitudo Bologna e l'AMG Sebastiani Rieti, mentre in A2 è stato coach di Sebastiani Rieti, Caserta e Rimini. Nel 1976 ha vinto lo scudetto con la Virtus Bologna, come viceallenatore. Ha raggiunto la finale di Coppa Korać 1976-77 contro la Jugoplastika Spalato e fu sconfitto di soli 3 punti, pur non potendo far giocare l'oriundo Carlos Rafaelli perché venne squalificato prima della finale.